# Markel Irizar Aranburu
Markel Irizar Aranburu (Oñati, Guipúscoa, 5 de febrer de 1980) és un exciclista basc, professional des del 2004 fins al 2019.
En el seu palmarès destaca la victòria a la Volta a Andalusia de 2011, en la qual s'imposà amb un segon de diferència respecte Jurgen van den Broeck.

## Palmarès
- 2002
  - Vencedor d'una etapa de la Volta al Bidasoa
- 2010
  - Vencedor d'una etapa del Tour de Poitou-Charentes
- 2011
  - 1r a la Volta a Andalusia

### Resultats al Tour de França
- 2011. 84è de la classificació general
- 2013. 103è de la classificació general
- 2014. 63è de la classificació general
- 2015. 93è de la classificació general
- 2016. 120è de la classificació general
- 2017. 135è de la classificació general

### Resultats a la Volta a Espanya
- 2005. Abandona (11a etapa)
- 2006. 94è de la classificació general
- 2009. 114è de la classificació general
- 2011. 96è de la classificació general
- 2012. 93è de la classificació general
- 2013. 86è de la classificació general
- 2015. 89è de la classificació general
- 2016. Abandona (10a etapa)
- 2017. 119è de la classificació general
- 2018. 130è de la classificació general

### Resultats al Giro d'Itàlia
- 2006. 90è de la classificació general
- 2007. 68è de la classificació general
- 2008. 74è de la classificació general
- 2018. 134è de la classificació general
- 2019. 136è de la classificació general